# Pabstiella syringodes
Pabstiella syringodes är en orkidéart som först beskrevs av Carlyle August Luer, och fick sitt nu gällande namn av Fábio de Barros. Pabstiella syringodes ingår i släktet Pabstiella och familjen orkidéer.
Artens utbredningsområde är Colombia. Inga underarter finns listade i Catalogue of Life.